# 堺田純
堺田 純（さかいだ じゅん、1981年4月7日 - ）は、日本の元ラグビー選手。現在ジャパンラグビーリーグワン埼玉パナソニックワイルドナイツの主務を務めている。

## プロフィール
- 茨城県出身。
- ポジションはロック(LO)、フランカー(FL)。
- 身長 184 cm・体重 95 kg
- 関東代表に選ばれたことがある[1]。

## 略歴
13歳からラグビーを始めた。
2000年、清真学園高校卒業後、関東学院大学に入る。
2004年、関東学院大学卒業後、三洋電機ワイルドナイツ（現・埼玉パナソニックワイルドナイツ）に加入。同年12月4日に行われたジャパンラグビートップリーグ第8節の東芝府中ブレイブルーパス戦にて先発出場で公式戦初出場を果たす。
2013年、パナソニック ワイルドナイツを退団した。